# Северен славей
Вижте пояснителната страница за други значения на Славей.
Северният славей (Luscinia luscinia) е птица от семейство Мухоловкови. Среща се и в България.

## Физически характеристики
Достига дължина 16 – 17 сантиметра. Възрастните изглеждат ръждивокафяви, отдолу белезникави, със светлокафява опашка. Малките са изпъстрени с много люсповидни петна. Има стандартна за врабчоподобните човка. Нравът му е дефанзивен (защитен).

## Разпространение
Среща се в Северна Америка и Европа (включително и в България). Среща се и в равнинни гори.

## Начин на живот и хранене
Храни се с насекоми и мухи.